# 幻塔
《幻塔》是由完美世界旗下Hotta Studio工作室开发的二次元风格开放世界動作角色扮演遊戲，该项目于2018年立项，2021年12月16日公测发行。《幻塔》的剧情开始设定在被“原能辐射”污染的地外行星“艾达星”上，玩家扮演一名“拓荒者”，随着剧情的发展与变异生物和敌对势力战斗。该游戏是免费游玩的服務型遊戲，收費方式以抽卡為主。

## 玩法
《幻塔》具有开放世界的動作角色扮演遊戲（ARPG）和大型多人在线角色扮演游戏（MMORPG）环境。进入游戏后，玩家可通过捏脸系统自定义角色。游戏中，玩家可以控制自己的角色进行跑步、攀爬、游泳、飞翔、驾驶载具等动作。游戏中玩家需与变异生物和剧情中的敌对势力（如艾达之子）等进行战斗。玩家可通过抽卡系统获得武器，一次可携带三把武器参与战斗。玩家可在战斗中为其它武器累积“武器充能值”，积满后可通过切换武器触发“连携攻击”的技能。在敌方生物攻击时成功闪避可使“武器充能值”积满，并触发名为“幻时”的子弹时间机制，敌方生物在一段时间内无法移动或攻击。武器本身也拥有主动技能，触发后进入冷却期，冷却期结束后可再度触发。武器拥有冰、火、电等元素属性，可针对敌人不同的元素抗性造成额外的伤害。同时玩家也可使用“源器”来辅助战斗，如无人机、隐形斗篷、导弹、全息投影等。

## 剧情与设定
《幻塔》的故事设定在地外行星“艾达星”上。2316年，人类发现了地外宜居行星“艾达星”，并派出殖民飞船，在这颗星球上建立了伟大的人类文明。后来，由于人口的增加，能源供给出现短缺。直到2653年，人类发现头顶上的“玛拉”星，蕴含着丰富的能源——“原能”，并启动“擎天者”计划，建造用来获取原能的能源塔——“幻塔”。2659年，幻塔建成，产生定向力场捕获“玛拉”，使其成为艾达卫星，人类获得原能。2664年，原能爆炸引发了大灾变，原能辐射几乎摧毁了艾达文明，同时导致艾达星从此到处都被原能辐射污染。2668年，科研组织“海嘉德”研发出了“抑制器”，戴上抑制器就能对抗辐射。然而，大灾变对艾达星的生态和社会秩序造成了毁灭性打击，鬣狗帮、掠夺者等暴力组织失控，攻击拓荒者甚至避难所以掠夺资源；大灾变造成了生物变异，有生物变异成攻击性较强、危险度较高的怪物，部分怪物逐渐具备了初步的战术意识，对拓荒者们构成了较大威胁。2712年，由玩家扮演的拓荒者在星岛附近执行任务时，因抑制器能量耗尽陷入昏迷，被不明组织捕获并清除记忆。醒来后，拓荒者发现自己身处星岛避难所，被首领夏佐和其妹妹莎莉所救，游戏剧情就此开始。

## 制作
《幻塔》自2018年开始制作，制作时长达3年。制作人KEE表示，2017年越来越多的网络游戏开始标注其为开放世界，使开放世界这一概念得到普及，也促进了此类游戏的诞生。出于对此类游戏作品的喜爱，Hotta Studio决定开发开放世界玩法的游戏。
2020年10月28日，《幻塔》开启首次测试，制作团队收到了玩家大量反馈，KEE指出首测的整体的设计框架得到了玩家的认可，但游戏的品质感没达到玩家的预期。KEE还表示：“没经过测试用户检验的游戏，它的完成度是「量子状态」，可能很高也可能很低。”随后制作组成员决定继续提高游戏的品质感，整理并公开了名为《头秃清单1.0》的优化清单，列出了上百项游戏中需优化的内容。
2021年1月26日，制作组发布优化前后的对比PV（宣传视频），受到玩家好评，也为游戏带来了更多的关注度。4月15日，《幻塔》开启二测，游戏的品质大幅提升。二测后，制作组整理并公开了《头秃清单2.0》，需优化的内容比《头秃清单1.0》增加了30%。由于二测到三测之间只有3个月，且优化内容增加，使制作组在这段时间内极度繁忙。KEE透露，在此期间，有位玩家向制作组上传了5万字左右的体验文档，使制作团队备受鼓舞。7月15日，《幻塔》开启三测。三测增加了「SSR武器拟态系统」，推出4款「拟态」，后续逐步增加；并移除坐骑属性、战力排行榜等“MMO（大型多人線上遊戲）感浓重”的系统。
《幻塔》是Hotta Studio工作室的第一部作品，该工作室的名称也源自“幻塔”一词的音译。Hotta Studio工作室位于苏州，成员超过100人，平均年龄27岁，其中25%的成员担任过主策划、主美术、主程序等岗位。KEE还表示，Hotta Studio是中国大陆为数不多熟练使用虚幻4游戏引擎的团队，成员基本具备3年以上的虚幻4开发经验。
游戏剧情和设定方面，幻塔采用“末日废土”题材和二次元风格，KEE称《幻塔》的剧情为“幻想中的现实主义”，希望表达在一个充满危机的世界里，人性会做何抉择。同时游戏的目标玩家群体是年轻人，KEE认为他们对末日废土和科幻类题材的作品尝试意愿较高。

## 发行
2021年12月16日，《幻塔》在中国大陆发行于iOS和Android平台。官方表示游戏推出首日流水5000万元人民币。遊戲在中國大陸國內只獲得手機端的遊戲版號，沒有電腦端的，曾在大陸發行的電腦端被檢舉下架。
2022年1月14日，艾玩天地宣布已获得《幻塔》台湾、香港和澳门的代理权，该公司于2010年首度代理完美世界开发的游戏，随后与完美世界深度合作。1月23日，完美世界在为投资者举行的说明会上宣布，《幻塔》自中国大陆推出以来首月流水近5亿元人民币，并将于2022年底前正式在全球推出《幻塔》。该公司在问答环节回答称，《幻塔》将于2022年年中在全球推出，并将争取在移动端、PC端和主机端同步发行。自第三次测试以来，公司的中台部门加大了投入和支持力度，目前约有200人从事《幻塔》的工作，并计划随着项目的进展持续加大投入。
2022年3月16日，幻塔官方Twitter宣布，《幻塔》国际服将由腾讯代理发行，游戏的英文名称正式定为Tower of Fantasy，预计于4月份在美国、加拿大、日本、英国和德国进行封闭Beta测试。2022年7月下旬官方預告台港澳、南韓與國際版全平台於2022年8月11日UTC時間00:00正式上線。國際服預約登陸玩家超過400萬人，伺服器開放首日由於登入玩家過多，大量玩家無法進入遊戲，已經登入玩家反應有連線不穩等問題。
2023年6月20日，《幻塔》開啟PlayStation 4和PlayStation 5的預購，遊戲預計在夏季上線。

### 商業表現
2021年12月，遊戲在中國大陸發行首月營收近5億元人民幣。2022年8月11日的海外發行，根據Sensor Tower數據，首月營收超過4400萬美元，其中日本貢獻了42%營收。完美世界在2022年業績報告中表示遊戲全球流水超過30億人民幣。
2024年完美世界財報表示開服至今全球營收超過40億人民幣

## 评价
| 汇总媒体   | 得分   |
| ---------- | ------ |
| Metacritic | 62/100 |

| 媒体  | 得分    |
| ----- | ------- |
| VG247 | 2/5颗星 |
| 17173 | 8.7/10  |

| 媒体                         | 奖项                     |
| ---------------------------- | ------------------------ |
| Google Play 2022年度最佳榜單 | 全球地區年度最佳平板遊戲 |

《幻塔》自定义角色的“捏脸”系统，因其高自由度广受好评。使用该系统模拟其他动漫角色形象十分流行，图为玩家使用该系统还原的初音未来形象

根据汇总媒体Metacritic，该游戏收到了“混合或平均的评论”。《幻塔》战斗系统获得了广泛的好评，游民星空评价称，《幻塔》是开放世界领域新的挑战者，战斗操作承袭自经典的动作游戏（ACT）类型，“将流畅的连招、华丽的视觉效果、以及多种招式技能组合的变招统统容纳进来，令游戏中的每一场战斗都十分爽快且酷炫”，“无论从打击感、技能效果、或是战斗内容的多样性来看，《幻塔》都无疑有着不错的水准”，且其高自由度的捏脸系统也使二次元游戏爱好者无法拒绝。。3DMGAME称幻塔的战斗系统“易学难精”，其使用的ACT战斗系统与手游有“天然的冲突”，而《幻塔》的战斗系统上手门槛极低，“给出了不错的解决方案”。
17173为本游戏打出了8.7分（满分10分），称其创作出了“一个毁灭与生机共存的开放世界”。中国网财经评价称，《幻塔》在题材上贴近热点和年轻受众，在开放世界框架下融合了MMO（大型多人線上遊戲）元素。玩法上力求充分实现自由和探索两个关键点，以趣味性突破传统MMO限制，拓展玩家探索需求或交互性体验的维度，创新弥补了传统MMO玩法的缺失之处。VG247的康纳·马卡则仅对该游戏打出了2颗星（满分5颗星），批评了该游戏极高的时间门槛，以及以此引导付费的机制。
遊戲的國際服開啟初期，由於無法承載大量玩家，遊戲體驗很差，加上大量程序錯誤問題，被玩家稱呼為「混亂版《原神》」。

## 爭議
遊戲在早期發佈的宣傳視頻被發現盜用米哈遊開發的《崩壞3》武器素材，製作組之後表示視頻由外包公司製作，為未嚴格審查致歉。